# Gorinchem
Gorinchem ( nizozemska izgovorjava: [ˈɣɔrkʏm] () ali [ˈɣɔrkəm] ), govorno tudi Gorkum, je mesto in občina v zahodni Nizozemski, v provinci Južna Holandija, ki se nahaja vzhodno od Dordrechta in na cesti med Utrechtom in Bredo. Občina zavzema površino  21,93 km2 (8,47 sq mi)   od tega 3,01 km2 (1,16 sq mi)   je voda. Leta 2014 je imelo 36,682 prebivalcev.
Občina Gorinchem vključuje tudi naseljeno središče Dalem. .

## Zgodovina
Domneva se, da so ribiči in kmetje okoli leta 1000 našega štetja ustanovili Gorinchem na vzpetini blizu izliva reke Linge pri Merwedeju. Goriks Heem (Gorikov dom) je prvič omenjen v dokumentu iz leta 1224, v katerem je Floris IV. ljudem iz Gorinchema podelil oprostitev plačila cestnine po vsej Nizozemski.
Nekje med letoma 1247 in 1267 je Gorinchem postal last gospodov Arkelskih. Konec 13. stoletja so okoli naselja zgradili zemeljske stolpe, ojačane s palisadami, da bi ga zaščitili pred nadvlado sosednjih grofij Holandije in Gelders. Pol stoletja kasneje je bilo zgrajeno pravo mestno obzidje skupaj s 7 vrati in 23 stražnimi stolpi. Oton Arkelski mu je 11. novembra 1322 podelil mestne pravice.
Janez Arkelski je imel spor z Albertom I., bratom Viljema V. Holandskega, kar je pripeljalo do vojne in posledično do priključitve Gorinchema k Holandiji leta 1417. To je povzročilo povečano trgovino in Gorinchem je postal osmo mesto v Holandiji.
9. julija 1572 so  "Watergeuzen" (nizozemski uporniki proti španski oblasti) osvojili mesto in ujeli 19 katoliških duhovnikov in menihov. Ker se niso hoteli odpovedati svoji veri, so te duhovnike in pripeljali v Brielle, kjer so jih obesili in so bili od takrat naprej med katoličani znani kot Gorkumski mučenci.
Do 16. stoletja je bilo mestno obzidje tako razpadajoče, da so ga nadomestili z novimi utrdbami in enajstimi bastijoni, ki so še vedno skoraj popolnoma nedotaknjeni. Novo obzidje je bilo dokončano leta 1609 in je bilo postavljeno stran od mestnega središča, zaradi česar je bilo mesto dvakrat večje. Leta 1673 je Gorinchem postal del stare nizozemske vodne linije.
Mestno obzidje je imelo štiri mestna vrata: vrata Arkel na severu, vrata Dalem na vzhodu, vrata Voda na jugu (kjer je bil trajekt do Woudrichema) in vrata Kansel na zahodu. Od teh štirih vrat so ostala le vrata Dalem. Druge so odstranili v 19. stoletju, da bi naredili prostor za avtomobilski promet. Del Vodnih vrat se je ohranil v vrtovih Rijksmuseuma v Amsterdamu.
V 18. stoletju je gospodarstvo nazadovalo. Po francoski nadvladi so se umikajoče francoske čete ustalile v bastionski trdnjavi Gorinchem. Po trimesečnem obleganju so kapitulirali, vendar je bilo mesto močno poškodovano.
Med industrijsko revolucijo si je Gorinchem opomogel. Zaradi povečanega ladijskega prometa so izkopali nove kanale in vzpostavili železniško povezavo z mestom. Njegovo prebivalstvo se je hitro povečalo in zapolnilo ožje mestno jedro, nove soseske pa so morale zgraditi zunaj mestnega obzidja.
V začetku 20. stoletja je prišlo do širitve v soseskah Lingewijk in West. Po drugi svetovni vojni se je začela širitev na severozahodnem delu občine, ki je bila dokončana v sedemdesetih letih dvajsetega stoletja. Temu je sledil razvoj sosesk Wijdschild in Laag Dalem vzhodno od središča mesta. Leta 1986 je bilo občini dodano mesto Dalem.
Avgusta 2021 je ANWB razglasil Gorinchem za najlepšo zvezdno utrdbo na Nizozemskem.

## Demografija
Gorinchem je imel 1. januarja 2021 37.456 prebivalcev.

## Transport
Mesto prečkata dve avtocesti; A15 na severni strani in A27 na zahodni strani.
Mesto ima tudi železniško postajo: Gorinchem.

## Pomembni domačini in prebivalci

### Javne osebe
- Janez V. Arkelski, gospod Arkela ( 1362–1428 ), državni namestnik Holandije, Zelandije in Zahodne Frizije
- Henrik Gorkumski (približno 1378–1431), nizozemski teolog
- Gorkumski mučenci skupina 19 nizozemskih katoliških klerikov, ki so bili leta 1572 obešeni
- Thomas van Erpe (1584–1624), nizozemski orientalist, je izdal knjigo arabske slovnice
- Johannes van Neercassel (1625–1686) nadškof Utrechta 1661–1686.
- Hendrik Hamel (1630–1692) pomorščak in pisatelj
- Aegidius van Braam (1758–1822) nizozemski pomorski viceadmiral

### S področja umetnosti
- Abraham Bloemaert (1566–1651), nizozemski slikar in grafik v jedkanici in gravuri [5]
- Anthonie Verstraelen (1593/1594-1641) nizozemski krajinski slikar zimskih prizorov
- Aert van der Neer (pribl. 1603–1677) nizozemski krajinski slikar zlate dobe [6]
- Cornelis Saftleven (približno 1607–1681) nizozemski slikar, ki je ustvarjal v številnih žanrih
- Jacob van der Ulft (1621–1689) nizozemski slikar, slikar na steklu, grafik, arhitekt in župan Gorinchema 1660–1679
- Hendrik Verschuring (1627–1690), nizozemski krajinski slikar zlate dobe
- Jan van der Heyden (1637–1712) nizozemski baročni slikar, slikar na steklo, risar in grafik
- Dinand Woesthoff (rojen 1972), nizozemski glasbenik, pevec nizozemske skupine Kane

## Mednarodni odnosi
Gorinchem je pobraten z
| - Gangjin, South Korea | - Lucca, Italy | - Sint Niklaas, Belgium |

## Galerija
- Gorinchem, cerkev: de Grote Kerk
- Gorinchem
- Gorinchem, monumentalna zgradba
- Gorinchem, mlin na veter
- Most med Gorinchemom in Arkel-om: de Haarbrug